# Josef Thalhamer
Josef Thalhamer (* 6. August 1900 in München; † 1973) war ein deutscher katholischer Priester.

## Werdegang
Thalhammer empfing 1926 die Priesterweihe. Ab 1931 war er Landes- und Bezirkspräses des katholischen Sportverbandes Deutsche Jugendkraft. 1945 wurde er Sekretär des Münchner Erzbischofs Kardinal Faulhaber. 1948 wählte ihn das Münchner Metropolitankapitel zum Domkapitular.
Ab 1963 war er stellvertretender Landesvorsitzender im Volksbund Deutsche Kriegsgräberfürsorge, von 1948 bis 1964 Landeskurat der St.-Georgs-Pfadfinder.

## Ehrungen
- 1962: Bayerischer Verdienstorden
- 1968: Verdienstkreuz 1. Klasse der Bundesrepublik Deutschland